# Flurin Darms
Flurin Darms (* 13. November 1918 in Flond; † 18. Oktober 2009 in Domat/Ems; heimatberechtigt in Flond) war ein reformierter Pfarrer und rätoromanischer Schriftsteller.

## Leben
Darms wuchs in einer Bauernfamilie in der Surselva auf. Nach dem Besuch der Bündner Kantonsschule in Chur und der Erlangung der Matura, studierte er Theologie an der Universität Zürich.
1945 wurde Darms in die Bündner Synode aufgenommen. Von 1946 bis 1954 amtete er in Pontresina, danach bis 1968 in Trin und anschliessend als erster Pfarrer der neugegründeten Emser Kirchgemeinde bis zu seiner Pensionierung 1983 in Domat/Ems.
Von 1960 bis 1979 war Darms Redaktor des surselvischen Teils des Calender per mintga gi (dt.: Kalender für jeden Tag).

## Werk
Das literarische Werk Darms’ umfasst Gedichte und Erzählungen, Dramen und Biografien sowie Übersetzungen u. a. von Leo Tolstoi, Selma Lagerlöf und Albert Camus. Bisweilen veröffentlichte er unter dem Pseudonym Frà Urtgic.

### Auszeichnungen
1962 und 1974 erhielt Darms den Preis der Schweizerischen Schillerstiftung.